# Заболотьевский сельский округ
Заболотьевский сельский округ — упразднённая административно-территориальная единица, существовавшая на территории Раменского района Московской области в 1994—2006 годах.
Заболотьевский сельсовет был образован в первые годы советской власти. По данным 1919 года он входил в состав Раменской волости Бронницкого уезда Московской губернии.
В 1926 году Заболотьевский с/с включал деревню Заболотье, Тумановскую пустынь, блок-пост, 2 лесных сторожки и 5 железнодорожных будок.
В 1929 году Заболотьевский с/с был отнесён к Раменскому району Московского округа Московской области.
14 июня 1954 года к Заболотьевскому с/с были присоединены Клишевский и Новосельский с/с.
26 декабря 1956 года из Заболотьевского с/с в черту города Раменское были переданы территории ипподрома, Нефтегазосъёмки, Раменской МТС, Волгостроя, Гидромеханизации, Пустынского болота и очистных сооружений.
3 июня 1959 года Раменский район был упразднён и Заболотьевский с/с вошёл в Люберецкий район.
28 июля 1960 года Заболотьевский с/с был передан в восстановленный Раменский район.
1 февраля 1963 года Раменский район был вновь упразднён и Заболотьевский с/с вошёл в Люберецкий сельский район. 11 января 1965 года Заболотьевский с/с был возвращён в восстановленный Раменский район.
11 сентября 1967 года к Заболотьевскому с/с были присоединены селения Белозериха, Захариха, Малахово и Рыбаки упразднённого Бояркинского с/с.
30 декабря 1977 года из Сафоновского с/с в Заболотьевский была передана территория жилого посёлка совхоза «Раменский».
3 февраля 1994 года Заболотьевский с/с был преобразован в Заболотьевский сельский округ.
В ходе муниципальной реформы 2004—2005 годов Заболотьевский сельский округ прекратил своё существование как муниципальная единица. При этом все его населённые пункты были переданы в сельское поселение Заболотьевское.
29 ноября 2006 года Заболотьевский сельский округ исключён из учётных данных административно-территориальных и территориальных единиц Московской области.